# 銀座プレイス

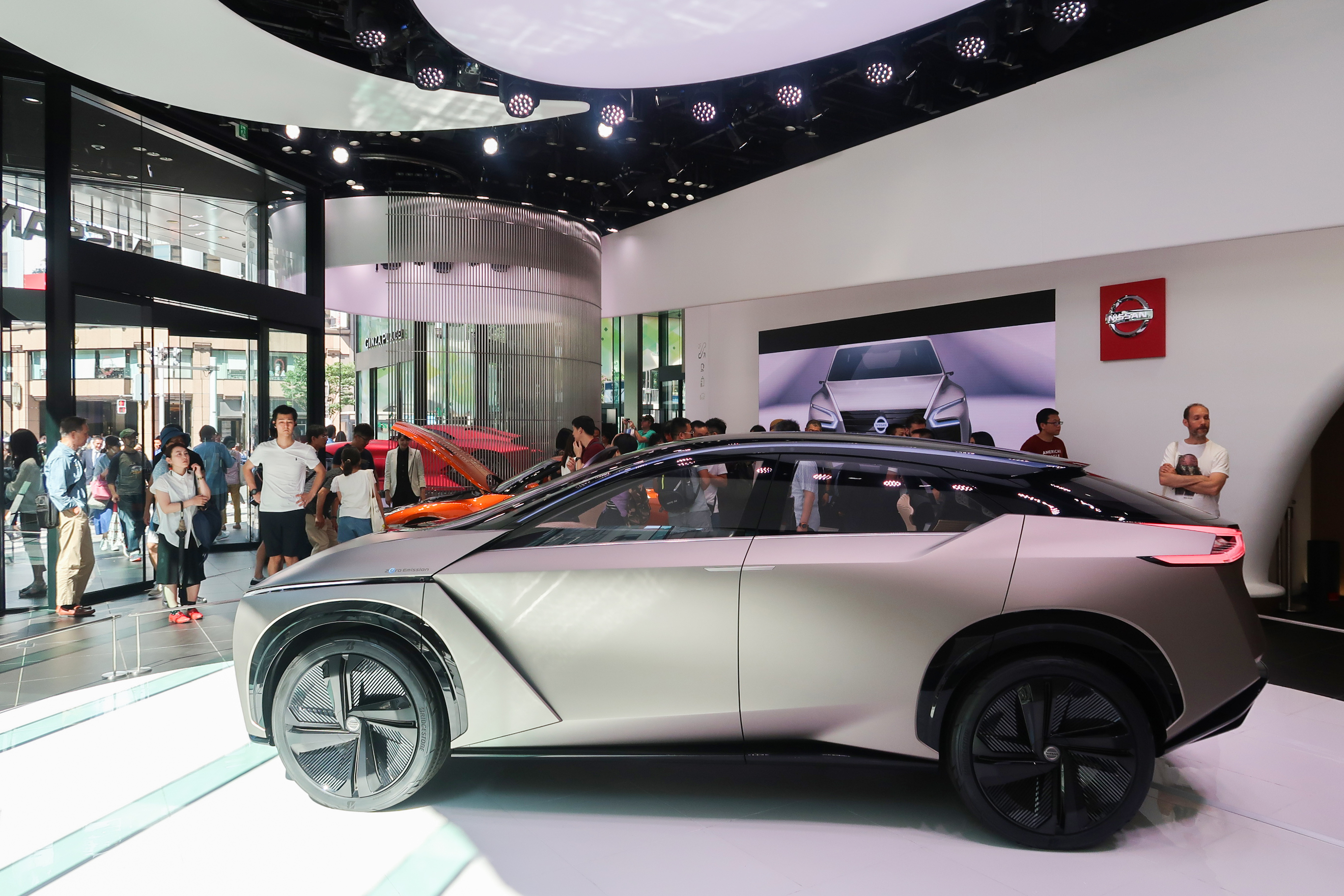
1階Nissan Crossing

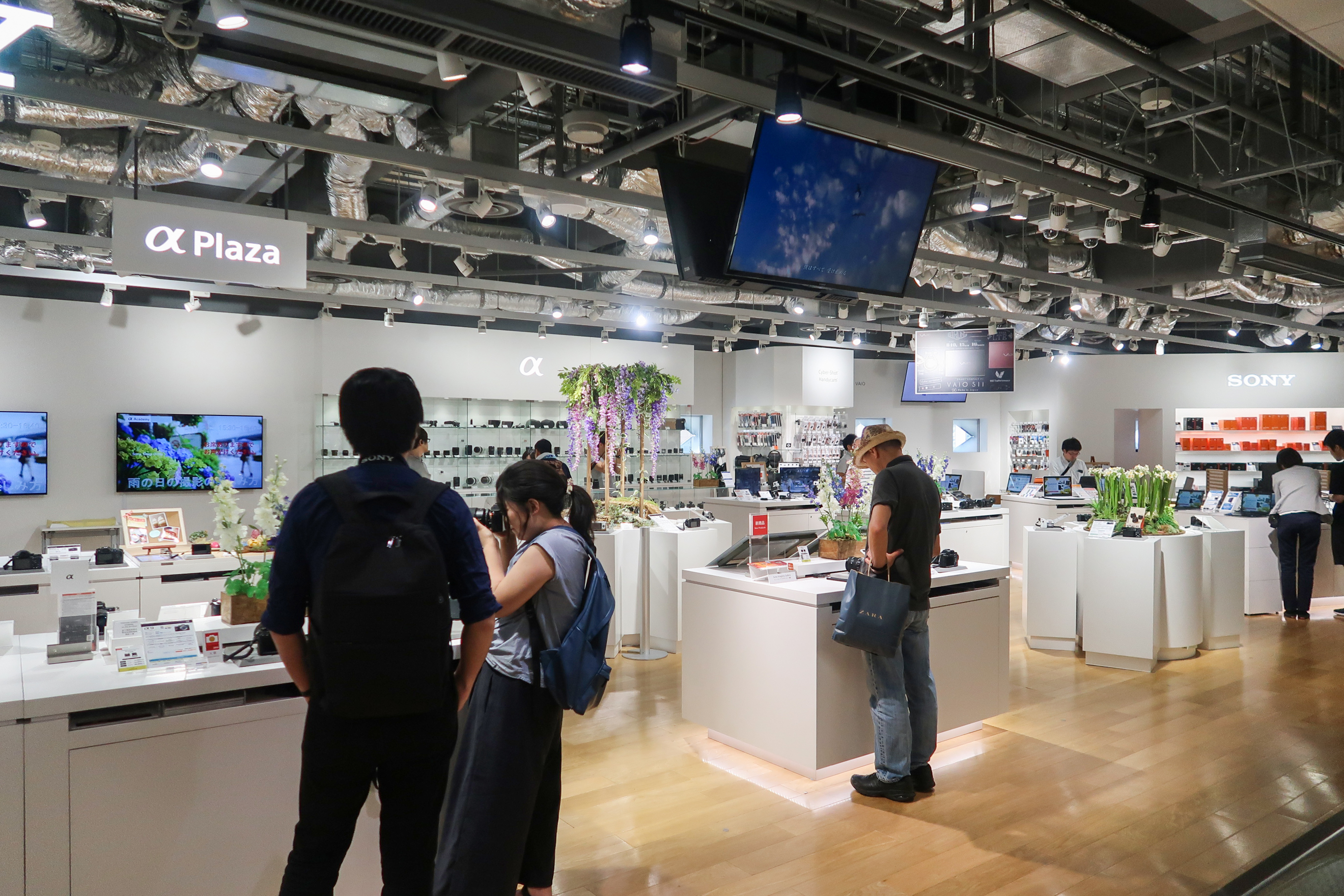
4階「SONY」（ソニーショールーム / ソニーストア 銀座）

銀座プレイス（ぎんざプレイス、GINZA PLACE）は、東京都中央区銀座五丁目の銀座四丁目交差点にある、展示場・物販店舗・飲食店舗・駐車場からなる再開発の複合商業施設。

## 概要
銀座プレイスは、「株式会社つゞれ屋」とサッポロホールディングスグループ傘下の「サッポロ不動産開発株式会社」との共同再開発事業。立地的には、商業都市である銀座の中央部に位置する、人通りの多い銀座中央通りと晴海通りの交差点に面する好立地である。この土地は、1911年(明治44年)に「カフェー・ライオン」が開業した土地であり、1931年に大日本麦酒（1949年に日本麦酒（のちのサッポロビール）と朝日麦酒（のちのアサヒビール）に分割された）の所有となった、サッポログループにとって歴史ある場所である。
建物の特徴として、ファサードを重視したこと、銀座の街並みとの調和を図り、新たなランドマークとなるようデザインを目指し、伝統工芸の「FRETWORK（透かし彫り）」の技法をイメージしている。また、建物地下1階において、旧ビルと同様、東京メトロ銀座線の銀座駅とA4出口で接続する。建物完成後は、旧「サッポロ銀座ビル」に入居していた、サッポロホールディングスグループのビアホール「銀座ライオン」、つゞれ屋銀座店、日産自動車等が再入居する。また、ソニーも「銀座ソニーパークプロジェクト」に伴いソニービルを2017年3月で営業終了、2018年から2020年までは「銀座ソニーパーク」と称するフラットスペースになった後、その後2022年迄にビルを建て替えることから、ショールーム及びソニーストア銀座等を同ビルの4階から6階に移転する。2016年（平成28年）9月24日にグランドオープンした。8月3日に、地階ビヤホールが先行オープンしている。
名称の「銀座プレイス」のプレイス（PLACE）とは、「銀座の中央に立地する商業都市（Market Place）であることを表現し、訪れる多くの人達に親しんでもらうように考えた。」

## 沿革
- 1886年（明治19年）-1909年（明治42年） - 毎日新聞社（横浜毎日新聞の後身）が所有。
- 1911年（明治44年） - 築地精養軒（現・上野精養軒の本店）が「カフェー・ライオン」を開業。
- 1931年（昭和6年） - 大日本麦酒に経営が移り「ライオンエビスビヤホール」を開業。
- 1936年（昭和11年） - 隣接地を買収し店舗を2階建とする。
- 1940年（昭和15年） - 「銀座ライオン」の愛称で呼ばれた。
- 1945年（昭和20年） - 店舗が戦災により焼失、その後、バラックにて営業。
- 1952年（昭和27年） - 店舗の改装工事を行う。
- 1970年（昭和45年） - 建替えて「サッポロ銀座ビル」として開業。
- 2014年（平成26年）
  - 3月30日 - 建て替えに伴い「ビヤホールライオン 銀座五丁目店」長期休業。
  - 4月 - 「銀座五丁目再開発計画」による建替えのため、解体工事に着手。
- 2015年（平成27年）3月 - 「銀座五丁目再開発計画」建設工事に着手。
- 2016年（平成28年）
  - 5月15日 - 「銀座プレイス」建設工事が完了。
  - 8月3日 - 地階ビヤホール先行オープン。
  - 9月24日 - 「銀座プレイス」グランドオープン[4]。

## 建築概要
- 所在地 - 東京都中央区銀座五丁目8番1号
- 地域地域 - 商業地域、防火地域、高度利用地区
- 敷地面積 - 645.28m2
- 建築面積 - 576.18m2
- 建蔽率 - 89.29%
- 延面積 - 7,382.49m2
- 階数 - 地下2階、地上11階
- 構造 - 鉄骨造、一部鉄骨鉄筋コンクリート造、鉄筋コンクリート造
- 基礎工法 - べた基礎
- 高さ - 55.86m
- 建築主 - サッポロ不動産開発株式会社、株式会社つゞれ屋
- 設計者 - 大成建設株式会社 一級建築士事務所
- 外観デザイン - クライン ダイサム アーキテクツ
- 施工者 - 大成建設株式会社 東京支店
- CM・監理 - 株式会社久米設計
- 工期
  - 解体工事着手 - 2014年（平成26年）3月
  - 建設工事着手 - 2015年（平成27年）2月1日
  - 建設工事完了 - 2016年（平成28年）5月15日
  - 開業 - 2016年（平成28年）9月24日[2][注 1]

## 主要施設
- 地下2階 - 「銀座ライオン ビヤホール」
- 地下1階 - 「サッポロ生ビール黒ラベル THE BAR」（スタンディングバー）、「春水堂」（台湾カフェ）
- 1階、2階 - 「NISSAN CROSSING」（ショールーム&カフェ）
- 1階、中2階 - 「優雅なきもの つゞれ屋」
- 3階 - 「住友生命「Vitality」プラザ銀座フラッグシップ店」（アンテナショップ）
- 4階 - 5階 - 「SONY」（ソニーショールーム / ソニーストア 銀座）
- 6階 - 「SONY」（ソニーイメージングギャラリー銀座 / ソニーストア 銀座 / ソニー・イメージング・プロ・サポート窓口 銀座 / ソニーお客様相談カウンター）
- 7階 - 「CADRAN」（シャンパーニュレストラン）
- 8階 - 「ラザールダイヤモンドブティック銀座本店」（ダイヤモンドジュエリー）
- 9階 - 「SPA CEYLON」（スパブランドショップ）、「Lounge ceylon time」（ラウンジ）
- 10階 - 「SGC 銀座本店」（貴金属買取・販売）
- 11階 - 「本店山科」（鉄板焼き）、「銀座山科はなれ」（焼肉）

### 過去の主要施設
- 「THIERRY MARX / BISTRO MARX」（ビストロ・ブーランジェリー / プレミアムテラスバー、7階）
- 「神戸プレジール銀座」（JA全農神戸直営・鉄板焼レストラン、11階）
- 「common ginza」（イベント&カフェ、3階）
- 「ソニー銀行 CONSULTING PLAZA」（対面相談窓口、8階）[5]
- 「ラルジャン」（フレンチレストラン、7階）

## 交通アクセス
鉄道
- JR山手線 - 有楽町駅より徒歩10分。
- 東京メトロ銀座線、東京メトロ日比谷線 - 銀座駅A4直結。東京メトロ有楽町線 - 銀座一丁目駅より徒歩10分。
- 都営浅草線 - 東銀座駅より徒歩5分。